# Soyombiin Baarsuud FC
Soyombiin Barsuud là một câu lạc bộ bóng đá đến từ Ulaanbaatar, Mông Cổ. Đội hiện đang chơi ở Giải vô địch quốc gia Mông Cổ, cấp độ bóng đá cao nhất ở Mông Cổ, xuất hiện lần đầu tiên trong mùa giải 2015. Đội không có cầu thủ bóng đá chuyên nghiệp.